# Philip M. Morse
Philip McCord Morse (* 6. August 1903 in Shreveport, Louisiana; † 5. September 1985 in Concord, Massachusetts) war ein US-amerikanischer theoretischer Physiker, Wissenschaftsorganisator und Pionier des Operations Research.

## Leben und Werk
Morse wuchs in Lakewood in Ohio und Cleveland (Ohio) auf und studierte an der Case School of Applied Science (Bachelor 1926), u. a. bei Dayton C. Miller. Schon als Jugendlicher hatte er mit zwei Freunden einen Radio-Laden, mit dem er später sein Studium finanzierte. Seine Diplomarbeit schrieb er über Astrophysik mit dem Thema Sternbewegung, veröffentlicht im Astrophysical Journal. Danach wechselte er zur Princeton University unter Edward Condon und Karl Taylor Compton, wo er 1929 promoviert wurde und danach Dozent war. Noch während des Studiums schrieb er mit Condon ein Quantenmechanik-Lehrbuch, wofür er das Jakobus Fellowship erhielt. 1930 traf er an der University of Michigan Enrico Fermi und Paul Ehrenfest, die als Gastprofessoren dort waren. 1930/1 studierte er mit einem Rockefeller-Stipendium bei Arnold Sommerfeld an der Ludwig-Maximilians-Universität München (gleichzeitig waren dort u. a. Linus Pauling und William Lawrence Bragg) und danach Sommer 1931 an der Universität Cambridge bei Nevill F.  Mott, H. S. W. Massey und Julius Stratton. Zurück in den USA trat er der Fakultät des Massachusetts Institute of Technology (MIT) als Assistenz-Professor bei. Während des Zweiten Weltkriegs war er kurz am MIT Radiation Laboratory „MIT Strahlungslabor“, organisierte dann aber unter Compton die Militär-Forschung (National Research Council, NRC). Er richtete indes Akustiklabors an der Harvard University ein: unter Beranek ein Elektro-Akustik-Labor, eines für Psycho-Akustik unter S.Stevens, welche die Kommunikation zwischen Militärfahrzeugen verbesserten. 1942 erfand er eine Vorrichtung zum Schutz von Begleitzerstörern vor deutschen akustischen Minen, bei der eine Geräuschquelle hinter den Schiffen hergeschleppt wurde. 1946 erhielt Morse die Verdienstmedaille der Vereinigten Staaten für seine Arbeit im Zweiten Weltkrieg, 1973 die ASA-Goldmedaille. Ferner organisierte er die Anti Submarine Operations Research Group „Anti-U-Boot-Operation-Forschungsgruppe“ (ASWORG, später ORG) der US-Navy. Er gründete auch das Akustiklabor (Acoustic Laboratory) und Rechenzentrum (Computation Center) am MIT und war 1946 bis 1948 erster Direktor des Brookhaven National Laboratory. 1949 war er der erste Forschungsdirektor der Weapons Systems Evaluation Group „Waffensystembewertungsgruppe“ (WSEG) des US-Generalstabs, bevor er 1950 zum MIT zurückkehrte. Weiterhin war er 1950/1 Präsident der Acoustical Society of America (ASA) und der American Physical Society (APS). 1952 gründete er die Operations Research Society of America „Amerikanische Operationsforschungsgesellschaft“ (ORSA), 1956 das Operations Research Center „Operationsforschungszentrum“ am MIT, dessen Direktor er bis 1968 war. 1969 emeritierte er.
Morse führte das nach ihm benannte Morse-Potential in die Quantenmechanik ein, das Anwendungen bei Molekülen hat. Außerdem beschäftigte er sich mit mathematischer Physik und theoretischer Akustik. Er schrieb das erste US-Lehrbuch über Operations Research „Operationsforschung“ und mit Herman Feshbach ein zweibändiges umfangreiches Handbuch über Methoden der mathematischen Physik  mit den klassisch analytischen Methoden der Sommerfeld Schule. Überdies war er Mitglied der Leitungskomitees der RAND Corporation und des Institute for Defense Analyses. Morse war ebenfalls Mitglied der American Academy of Arts and Sciences (1934) und seit 1955 der National Academy of Sciences.

## Preise und Auszeichnungen
- 1943 U.S. Presidential Medal for Merit
- 1955 National Academy of Sciences
- 1956 U.S. Presidential Medal of Freedom
- 1968: Frederick-W.-Lanchester-Preis des Institute for Operations Research and the Management Sciences (INFORMS)[1]
- 1973 Acoustical Society of America's Gold Medal Award
- 1974 George E. Kimball Medal des INFORMS
- 2003 International Federation of Operational Research Societies' Hall of Fame

## Schriften
- mit George E. Kimball  Methods of Operations Research 1945, 3. Auflage, New York, Technology Press 1951
- mit Edward Condon Quantum Mechanics, McGraw Hill, 1929, Neuauflage um 1965
- Philip M. Morse, Herman Feshbach: Methods of Theoretical Physics (Part I: Chapters 1 to 8) (= Leonard I. Schiff [Hrsg.]: International Series in Pure and Applied Physics. Band 1). McGraw-Hill, 1953 (englisch, archive.org).
- Philip M. Morse, Herman Feshbach: Methods of Theoretical Physics (Part II: Chapters 9 to 13) (= Leonard I. Schiff [Hrsg.]: International Series in Pure and Applied Physics. Band 2). McGraw-Hill, 1953 (englisch, archive.org).
- Vibration and Sound, McGraw Hill 1936, 2. Auflage 1948, 3. Auflage, Acoustical Society of America 1986
- Theoretical Acoustics, McGraw Hill 1968, Princeton University Press 1986
- mit Uno Ingard Linear Acoustic Theory, Handbuch der Physik, Springer 1961 (S.Flügge Herausgeber)
- Thermal Physics, 1964, 2. Auflage, Benjamin 1969
- In at the Beginnings: A Physicist's Life, MIT Press,  Cambridge, Massachusetts, 1977.
- Queues, Inventories, and Maintenance: the analysis of operational systems with variable demand and supply, New York, Wiley 1958
- Library Effectiveness: a systems approach, MIT Press 1968